# Kararname (Lega di Prizren)
Il Kararname della Commissione di Prizren per la Difesa Nazionale è il nome del decreto (il Libro delle Decisioni) firmato da 47 deputati musulmani dei distretti di Prizren, Yakova (attuale Ðakovica), Ipek (attuale Peć), Gucia, Yeni Pazar (attuale Novi Pazar), Sjenica, Pljevlja, Kosovska Mitrovica, Vučitrn, Pristina, Gnjilane, Skopje, Kalkandelen (attuale Tetovo), Kičevo, Gostivar e Basa Dibra (attuale Peshkopi) e Alta Dibra (attuale Debar) il 18 giugno 1878.

## Etimologia
Kararname è una parola della lingua turca che significa decreto o decisione approvata dal governo o dal presidente.

## Premessa
La Commissione di Prizren per la Difesa Nazionale riunitasi a Prizren il 10 giugno 1878, sottopose un memorandum di diciotto pagine a Benjamin Disraeli, primo ministro inglese e rappresentante del Regno Unito al Congresso di Berlino il 13 giugno di quello stesso anno.

## Testo e firma del Kararname
Il Kararname rappresentò la posizione iniziale della lega, perlopiù supportata da proprietari terrieri locali e persone coinvolte nell'amministrazione ottomana, il che venne anche a riflettersi nel primo nome del gruppo (Commissione dei Veri Musulmani, in albanese: Komiteti i Myslimanëve të Vërtetë). Il testo del kararname venne composto al primo incontro della lega e non era basato su intenti nazionalistici ma solo sulla solidarietà religiosa. Nulla si diceva circa le riforme, le scuole e nemmeno a proposito dell'autonomia o dell'unione del popolo albanese in un unico vialyet albanese. Presto queste posizioni cambiarono radicalmente e il risultato fu la richiesta di autonomia e la guerra aperta con l'Impero ottomano.
Il testo del Kararname aveva 16 articoli. Essenzialmente il testo conteneva la dichiarazione del popolo "dell'Albania del nord, dell'Epiro e della Bosnia" la volontà di difendere l'"integrità territoriale" dell'Impero ottomano "con tutti i mezzi possibili" dalle truppe bulgare, serbe e montenegrine. Esso venne siglato dai 47 deputati musulmani della Commissione di Prizren per la Difesa Nazionale il 18 giugno 1878. Circa 300 musulmani presero parte all'assemblea, tra cui delegati della Bosnia e mutasarrif (sanjakbey) del Sanjak di Prizren come rappresentanti delle autorità centrali, ma nessun delegato del vilayet di Scutari.

## Conseguenze
Il kararname servì per promuovere la nuova agenda del Risorgimento albanese composta da Abdyl Frashëri in un'assemblea chiave di proprietari terrieri al monastero di Bektashi del suo nativo villaggio di Frashër, e adottata poi dalla Lega di Prizren il 27 novembre 1878. Esso non era un appello all'indipendenza albanese, o addirittura all'autonomia dall'Impero ottomano ma era, come proposto da Pashko Vasa, semplicemente l'unificazione di tutto il territorio di lingua albanese in un unico vilayet.